# Nathaniel Wallich
Nathaniel Wolff Wallich FRS FRSE (28 tháng 1 năm 1786 - 28 tháng 4 năm 1854) là bác sĩ phẫu thuật và nhà thực vật học gốc Đan Mạch làm việc ở Ấn Độ, ban đầu là tại khu định cư Đan Mạch gần Calcutta và sau đó là tại Công ty Đông Ấn Đan Mạch và Công ty Đông Ấn Anh. Ông đã tham gia vào quá trình phát triển bước đầu của Vườn Bách thảo Calcutta với việc mô tả nhiều loài thực vật mới và xây dựng một bộ sưu tập thực vật lớn. Bộ sưu tập này đã được phân phối cho những bộ sưu tập khác ở châu Âu. Tên của ông đã được dùng để đặt cho một số loài thực vật mà ông sưu tập được.

## Tiểu sử
Nathaniel Wallich sinh năm 1786 tại Copenhagen, có tên khai sinh là Nathan Wulff Wallich. Cha của ông là Wulff Lazarus Wallich (1756–1843), một thương gia Do Thái Sephardic đến từ thị trấn Altona của vùng Holstein gần Hamburg và định cư tại Copenhagen vào cuối thế kỷ 18. Mẹ của ông tên là Hanne, nhũ danh Jacobson (1757–1839). 
Wallich theo học tại Viện Bác sĩ phẫu thuật Hoàng gia ở Copenhagen. Tại đây, các giáo sư của ông là Erik Viborg, Martin Vahl, Heinrich Christian Friedrich Schumacher và Jens Wilken Hornemann có kiến thức về khoa học thực vật.  Ông tốt nghiệp từ Viện vào năm 1806, và đến cuối năm đó thì được bổ nhiệm vào vị trị bác sĩ phẫu thuật ở khu định cư của Đan Mạch tại Serampore, khi đó được gọi là Frederiksnagore ở Bengal.
Wallich nhận bằng bác sĩ y khoa từ trường Aberdeen vào năm 1819 và sau đó đã được chọn làm trợ lý cho William Roxburgh, nhà thực vật học của Công ty Đông Ấn ở Calcutta. Đến năm 1813, ông bắt đầu quan tâm đến hệ thực vật của Ấn Độ, và thực hiện các chuyến thám hiểm đến Nepal, Tây Hindustan và vùng Hạ Miến. Trong năm 1837 và 1838, Nathaniel Wallich là giáo sư thực vật học tại Đại học Y khoa Calcutta. Vào năm 1821, ông được nhận bằng tiến sĩ danh dự tại Đại học Copenhagen và đến năm 1826, ông được bầu làm thành viên của Hội Khoa học Hoàng gia Đan Mạch.
Ông được bầu làm Thành viên (tiếng Anh: Fellow) của Hội Hoàng gia Edinburgh vào năm 1822, do John Yule đề cử. Tiếp đến ông được bầu làm Thành viên của Hội Hoàng gia London vào năm 1828.

## Các loài được đặt tên theo tên Nathaniel Wallich
| - Allium wallichii - Apostasia wallichii - Bulbophyllum wallichii - Castanopsis wallichii - Catreus wallichii - Clerodendrum wallichii - Convolvulus wallichianus - Debregeasia wallichiana - Diospyros wallichii - Dombeya wallichii - Dryopteris wallichiana - Eriophyton wallichii - Euphorbia wallichii - Geranium wallichianum | - Horsfieldia wallichii - Hoya wallichii - Koilodepas wallichianum - Ligusticum wallichii - Lilium wallichianum - Meconopsis wallichii - Memecylon wallichii - Nageia wallichiana - Pinus wallichiana - Pteris wallichiana - Rhododendron wallichii - Rotala wallichii - Rubus wallichii - Salacca wallichiana - Sarcococca wallichii - Schima wallichii | - Schefflera wallichiana - Sorbus wallichii - Strobilanthes wallichii - Taxus wallichiana - Ternstroemia wallichiana - Tylecodon wallichii - Thysia wallichii - Ulmus wallichiana - Valeriana wallichii - Wallichia - Widdringtonia wallichii |